# Paralaubuca riveroi
Cá thiểu (Danh pháp khoa học: Paralaubuca riveroi), tiếng Thái Lan: ปลาแปบแม่น้ำ là loài cá nước ngọt trong họ cá chép Cyprinidae phân bố ở vùng Đông Nam Á. Ở Việt Nam chúng có ở Đồng bằng sông Cửu Long. Cá thiểu là loại cá nhỏ mình giẹp, vảy nhỏ cũng béo như cá lòng tong.

## Đánh bắt
Loài cá này có thể cùng câu bằng cách dùng lưỡi câu uốn bằng kim may áo quần, gắn hột cườm màu đỏ vào lưỡi câu rồi rang cám cho thơm nhữ mồi và người câu cá chỉ cần chọn nền nào vừa êm, vừa mát và nhất là không có tàn nhánh cây vướng nhợ câu và ngồi cầm cần câu vừa ném xuống vừa giật lên, cá nghe mùi thơm của cám rang ùn ùn lội tới từng bầy, từng bầy và gặp hột cườm đỏ tưởng mồi ngon và nuốt mồi.
Lúc này người câu chỉ cần giưt lên và để lưỡi câu vào rỗ tự động cá sứt ra và cứ tiếp tục quăng câu xuống rồi giật lưỡi câu lên và câu tiếp liên tục. Có khi mỗi một nền câu, người ta câu được vài ba cân cá. Chọn vài nền câu có khi gần đầy cả rỗ cá thiểu. Ngoài cách câu bằng cách câu vụt như vậy, hai loại cá này người ta còn bắt bằng cách đặt dớn, làm mùng, chận hầm như bắt cá lòng tong đá. 